# Jack and the Beanstalk
Jack and the Beanstalk er en amerikansk stumfilm fra 1902 af George S. Fleming og Edwin S. Porter.

## Medvirkende
- James H. White
- Thomas White som Jack
- Elsie Ferguson